# Georg Hebbinghaus
Georg Hebbinghaus (* 12. Oktober 1866 in Leipzig; † 11. Juni 1944 in Dresden) war ein deutscher Marineoffizier, zuletzt im Rang eines Vizeadmirals.

## Leben und Tätigkeit
Hebbinghaus war ein Sohn des Friedrich Arnold Julius Hebbinghaus (1828–1902) und seiner Ehefrau Anna Hebbinghaus (1843–1924), geb. Gaertner. Nach dem Schulbesuch trat Hebbinghaus 1883 in die kaiserliche Marine ein.
Von 1904 bis 1908 amtierte Hebbinghaus als Marineattaché des Deutschen Reiches in Washington, D.C. In dieser Stellung war er für die Pflege der marinepolitischen Beziehungen beider Länder sowie für die Beobachtung der Entwicklung der US-amerikanischen Flotte zuständig. Als Experte für die amerikanische Marine wurde Hebbinghaus ab 1906 zudem die Ausarbeitung des sogenannten „O-Planes“ der deutschen Marineleitung gegen die Vereinigten Staaten übertragen. Bei dem O-Plan handelte es sich um den Plan der deutschen Marineleitung für die Kriegsführung der deutschen Marine gegen die US-amerikanischen Seestreitkräfte und die zivile amerikanische Schifffahrt. In der Praxis bedeutete dies, dass Hebbinghaus seit 1906 dafür zuständig war, den in der deutschen Marineleitung seit Jahren für den Fall eines militärischen Konfliktes zwischen dem Deutschen Reich und den Vereinigten Staaten bereit liegenden Plan, regelmäßig darauf hin zu überprüfen, ob dieser in der in der Realität existierenden Situation noch immer dafür geeignet war, um im Falle, dass es in nächster Zeit zu einem Konflikt zwischen dem Deutschen Reich und den Vereinigten Staaten kommen sollte, als Ausgangsbasis für eine Kriegsführung des Reiches gegen die Vereinigten Staat zu dienen, und ihn gegebenenfalls zu überarbeiten, um ihn an Bedingungen und Gegebenheiten, die sich seit dem Zeitpunkt seiner letzten Überarbeitung verändert hatten, anzupassen.
Bereits 1906 erklärte Hebbinghaus dabei, dass „eine Kriegserklärung Deutschlands gegen die Vereinigten Staaten“ nur mit einem für Deutschland erfolgreichen Ergebnis enden könnte, wenn Deutschland in einem solchen Konflikt „im Bunde [...] mit England“ stünde und zugleich seine „Flanke gegen Frankreich durch Österreich, Italien und eventuell auch Rußland“ gedeckt sei. Ohne Erfüllung dieser Bedingungen würde eine Auseinandersetzung mit den Vereinigten Staaten, so Hebbinghaus, für das Reich wahrscheinlich ein fatales Ende nehmen. Eine Einschätzung, die sich gut ein Jahrzehnt später, als die Vereinigten Staaten 1917 u. a. aufgrund der Unterseebootkriegsführung im Atlantik gegen Deutschland in den Ersten Weltkrieg eintraten, ohne dass die genannten Bedingungen erfüllt waren, und maßgeblich dazu beitrugen, dass das Deutsche Reich im Krieg eine verheerende Niederlage erlitt, bewahrheiten sollte.
In den folgenden Jahren war Hebbinghaus mit dem Rang eines Kapitäns zur See Kommandant der Linienschiffe Zähringen (Oktober 1908 bis September 1910), Schwaben (September 1910 bis November 1911) und Wettin (Dezember 1911 bis September 1912).
Vom 1. Oktober 1912 bis zum 25. Dezember 1914 amtierte Hebbinghaus als Chef des Stabes der Marinestation der Ostsee. Anschließend befehligte er vom 26. Dezember 1914 bis zum 27. August 1915 die II. Aufklärungsgruppe. Vom 28. August 1915 bis zum 30. September 1918 bekleidete er dann drei Jahre lang den Posten des Direktors des Allgemeinen Marinedepartements im Reichsmarineamt. Zugleich war er während dieser Zeit der stellvertretende Bevollmächtigte des Marineamtes beim Bundesrat des Reiches.
Vom 1. Oktober 1918 bis 28. November galt Hebbinghaus formal als dem Staatssekretär des Reichsmarineamtes „zur Verfügung gestellt“. Anschließend galt er sieben Monate lang als der Marine zur Verfügung gestellt, bevor er offiziell zum 27. Juni 1919 aus der Marine ausschied.
Hebbinghaus starb 1944 in Dresden und wurde dort begraben.

## Familie
Hebbinghaus war verheiratet mit Erna von Thomsen (1876–1958), einer Tochter des Admirals und Inspekteurs der Marineartillerie August von Thomsen.

## Beförderungen
- 15. November 1918: Vizeadmiral